# Hungarian International 2015
Die Hungarian International 2015 fanden vom 29. Oktober bis zum 1. November 2015 in Budaörs statt. Es war die 40. Auflage dieser internationalen Meisterschaften von Ungarn im Badminton.

## Sieger und Platzierte
| Disziplin    | Gold                            | Silber                           | Bronze                                    |
| ------------ | ------------------------------- | -------------------------------- | ----------------------------------------- |
| Herreneinzel | Kalle Koljonen                  | Rasmus Messerschmidt             | Mathias Borg                              |
| Herreneinzel | Kalle Koljonen                  | Rasmus Messerschmidt             | Felix Burestedt                           |
| Dameneinzel  | Aprilia Yuswandari              | Chloe Birch                      | Sofie Holmboe Dahl                        |
| Dameneinzel  | Aprilia Yuswandari              | Chloe Birch                      | Victoria Slobodjanuk                      |
| Herrendoppel | Martin Campbell Patrick MacHugh | Søren Gravholt Nikolaj Overgaard | Chris Coles Adam Hall                     |
| Herrendoppel | Martin Campbell Patrick MacHugh | Søren Gravholt Nikolaj Overgaard | Zvonimir Đurkinjak Filip Špoljarec        |
| Damendoppel  | Cheah Yee See Chin Kah Mun      | Alexandra Bøje Gabriella Bøje    | Louise Eriksson Clara Nistad              |
| Damendoppel  | Cheah Yee See Chin Kah Mun      | Alexandra Bøje Gabriella Bøje    | Emilie Juul Møller Cecilie Sentow         |
| Mixed        | Chris Coles Victoria Williams   | Patrick Buhl Isabella Nielsen    | Mikkel Mikkelsen Mai Surrow               |
| Mixed        | Chris Coles Victoria Williams   | Patrick Buhl Isabella Nielsen    | Filip Michael Duwall Myhren Emma Wengberg |